# ACTION! (KEYTALKのアルバム)
『ACTION!』（アクション）は、Virgin Musicから2021年8月25日に発売されたKEYTALKの7作目のアルバムである。

## 概要
前作『DON'T STOP THE MUSIC』以来約1年9か月振りとなる7枚目のフル・アルバムで、2020年にリリースした配信シングル3曲に加え、バンド初期作品に回帰したセルフプロデュース楽曲を多数収録している。
前作以降に発売された配信シングルの中で、FOMAREとのコラボレーション楽曲である「Hello Blue Days」は本アルバムには収録されておらず、FOMAREのメジャー・デビューEP『Grey』に収録されている。
販売形態は、初回限定盤A、初回限定盤B、UNIVERSAL MUSIC STORE限定盤（完全数量限定）、通常盤の全4形態で、初回限定盤Aの特典DVDには「DON'T STOP THE MUSIC TOUR 熱狂パワフル KEYTALK 2019 〜本当にダイジョーブ?? 爆発寸前!! 武正の足爆弾〜」のライブ映像が、初回限定盤Bの特典DVDには、「4密サウンドでSUTEKI HOME 〜甘い甘い蜜のよう〜」のライブ映像と「KEYTALK TV」の特別編がそれぞれ収録されている。UNIVERSAL MUSIC STORE限定盤は、特典としてメンバー・カラーで彩ったラバーバンドを付属している。

## 収録曲

### CD（全形態共通）
| #         | タイトル                 | 作詞・作曲 | 編曲                   | 時間  |
| --------- | ------------------------ | ---------- | ---------------------- | ----- |
| 1.        | 「宴はヨイヨイ恋しぐれ」 | 首藤義勝   | KEYTALK                | 3:25  |
| 2.        | 「サンライズ」           | 寺中友将   | KEYTALK、PRIMAGIC      | 3:58  |
| 3.        | 「大脱走」               | 首藤義勝   | KEYTALK                | 2:30  |
| 4.        | 「ラグエモーション」     | 首藤義勝   | KEYTALK                | 3:13  |
| 5.        | 「FACTION」              | 寺中友将   | KEYTALK、PRIMAGIC      | 3:01  |
| 6.        | 「流線ノスタルジック」   | 首藤義勝   | KEYTALK、PRIMAGIC      | 4:28  |
| 7.        | 「もういっちょ」         | 寺中友将   | KEYTALK                | 3:09  |
| 8.        | 「不死鳥」               | 首藤義勝   | KEYTALK                | 3:11  |
| 9.        | 「Orion」                | 寺中友将   | KEYTALK、Jeff Miyahara | 3:44  |
| 10.       | 「あなたは十六夜」       | 首藤義勝   | KEYTALK                | 4:06  |
| 11.       | 「愛文」                 | 首藤義勝   | KEYTALK                | 3:41  |
| 12.       | 「照れ隠し」             | 寺中友将   | KEYTALK、PRIMAGIC      | 3:53  |
| 合計時間: | 合計時間:                | 合計時間:  | 合計時間:              | 42:19 |

### DVD（初回限定盤A）
- 「DON'T STOP THE MUSIC TOUR 熱狂パワフルKEYTALK 2019 ～本当にダイジョーブ?? 爆発寸前!! 武正の足爆弾～」2019.12.11 Zepp Tokyo ライブ映像（セレクト楽曲）

| #  | タイトル               | 作詞 | 作曲・編曲 |
| -- | ---------------------- | ---- | ---------- |
| 1. | 「DROP2」              |      |            |
| 2. | 「真夏の衝動」         |      |            |
| 3. | 「ララ・ラプソディー」 |      |            |
| 4. | 「アカネ・ワルツ」     |      |            |
| 5. | 「旋律の迷宮」         |      |            |
| 6. | 「COMPLEX MANIA」      |      |            |
| 7. | 「DE'DEVIL DANCER」    |      |            |
| 8. | 「少年」               |      |            |
| 9. | 「BUBBLE-GUM MAGIC」   |      |            |

### DVD（初回限定盤B）
- 2020年オンラインライブ「4密サウンドでSUTEKI HOME ～甘い甘い蜜のよう～」 ライブ映像（セレクト楽曲）

| #  | タイトル               | 作詞 | 作曲・編曲 |
| -- | ---------------------- | ---- | ---------- |
| 1. | 「流線ノスタルジック」 |      |            |
| 2. | 「真夏の衝動」         |      |            |
| 3. | 「少年」               |      |            |
| 4. | 「アカネ・ワルツ」     |      |            |
| 5. | 「BUBBLE-GUM MAGIC」   |      |            |

- KEYTALK TV 特別編「KEYTALKのみなさん！最高の笑顔でいきますよ！よーい！ACTION！ 〜いいですね。いいですね。ビューティフル！〜」

## タイアップ
サンライズ
パワプロ25周年記念モバイルゲーム『実況パワフルプロ野球』タイアップソング第2弾
FACTION
『イケメン源氏伝 あやかし恋えにし』2周年楽曲
流線ノスタルジック
『パワプロアプリ チャンピオンシップ』2020シーズン公式テーマソング
Orion
FM NACK5 『WINTER ALOHA 2021』 キャンペーンソング
愛文
TBS系情報番組『まるっと!サタデー』テーマソング